# Oléoduc Transalpin

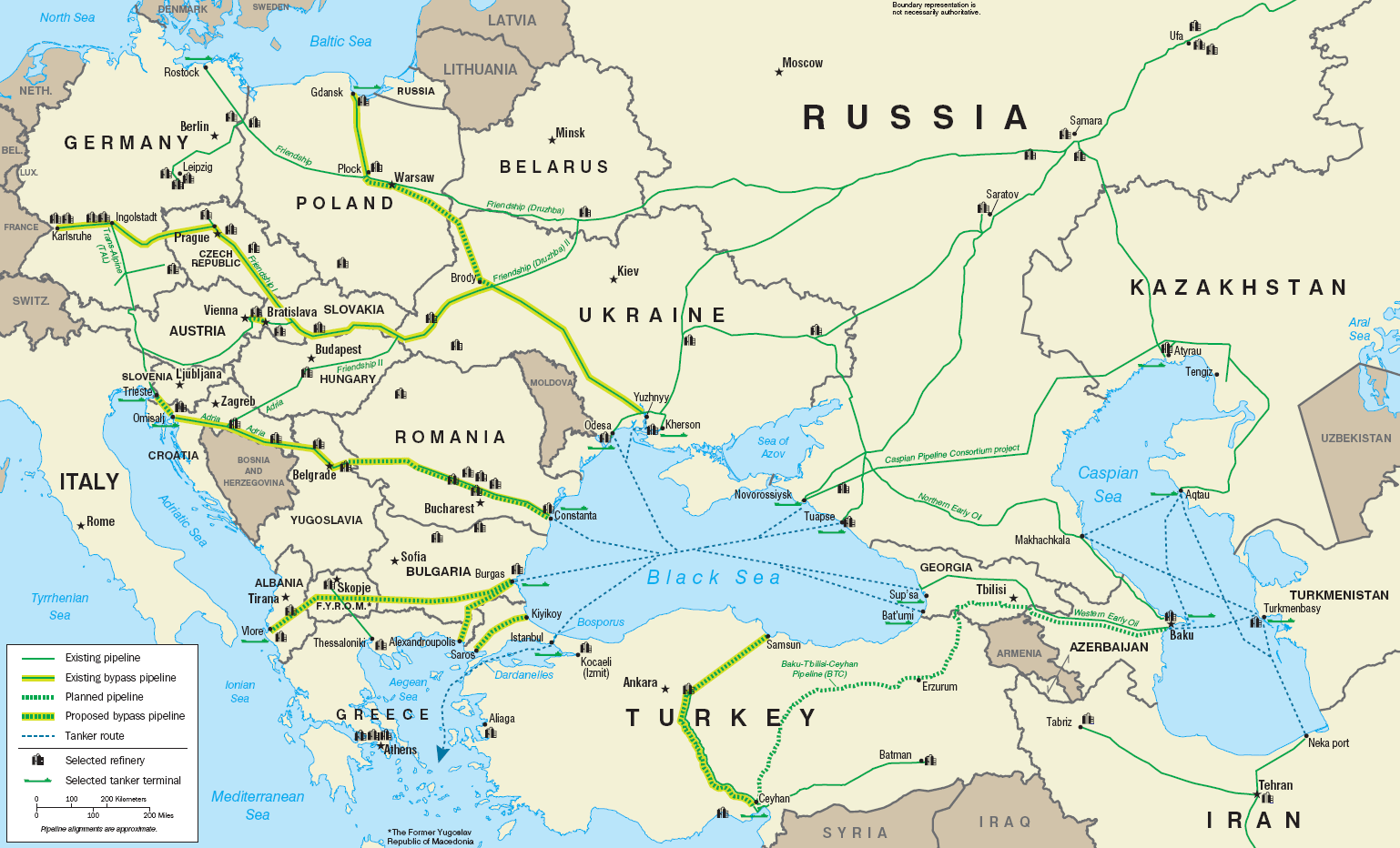
Carte des oléoducs en Europe.

 (juin 2020).
Si vous disposez d'ouvrages ou d'articles de référence ou si vous connaissez des sites web de qualité traitant du thème abordé ici, merci de compléter l'article en donnant les références utiles à sa vérifiabilité et en les liant à la section « Notes et références ».
L'oléoduc Transalpin (TAL) est un oléoduc construit en 1967 reliant l'Italie, l'Autriche, et l'Allemagne pour un coût de 192 millions de $. L'oléoduc démarre à Trieste passe à Ingolstadt en Allemagne 465 kilomètres plus loin puis à Neustadt an der Donau 13 kilomètres plus loin, jusqu'à Karlsruhe 266 kilomètres plus loin. 
L'oléoduc est connecté à Vohburg avec l'oléoduc Ingolstadt-Kralupy-Litvínov qui va jusqu'en République Tchèque. De même, il est connecté à Kötschach-Mauthen avec l'oléoduc Adria–Vienne (AWP).
Le diamètre de l'oléoduc de Triste à Ingolstadt est 1 020 mm, puis passe à un diamètre de 660 mm. L'oléoduc possède 10 stations de pompage.
L'oléoduc transalpin est contrôlé à 25 % par OMV à 24 % par la Royal Dutch Shell, à 16 % par ExxonMobil, à 11 % par Ruhr Oel, à 10 % par ENI, 9 % BP, à 3 % par ConocoPhillips et à 2 % par Total.